# Martinet intermedi
El martinet intermedi (Egretta intermedia) és una espècie d'ocell de la família dels ardèids (Ardeidae) que sovint és ubicat al monotípic gènere Mesophoyx i més modernament al gènere 'Ardea com Ardea intermedia.

## Hàbitat i distribució
Habita aiguamolls, camps negats, pantans, estuaris i manglars d'amples zones tropicals i subtropicals del Vell Món i Austràlia, a gran part de l'Àfrica subsahariana, Àsia meridional, illes Maldives, Andaman i Nicobar, Filipines, Sud-est Asiàtic, sud i est de la Xina, Hainan, Taiwan, sud de Corea, sud del Japó, i a través d'Indonèsia fins Nova Guinea i illes properes i el nord i l'est d'Austràlia 

## Taxonomia
S'han considerat tradicionalment tres subespècies: intermedia, brachyrhyncha i plumifera, que avui són considerades espècies de ple dret:
- Martinet intermedi (Ardea intermedia). Àsia.
- Martinet beccurt (Ardea brachyrhyncha). Àfrica.
- Martinet plumífer (Ardea plumifera). Austràlia.